# Бондаренко, Яков Александрович
Я́ков Алекса́ндрович Бондаре́нко (1905—1941) — стрелок 4-й роты 2-го батальона 1075-го стрелкового полка 316-й стрелковой дивизии 16-й армии Западного фронта, красноармеец, Герой Советского Союза.

## Биография
Родился в крестьянской семье в посёлке Миллерово (современная Ростовская область). Украинец.
Образование неполное среднее, до начала Великой Отечественной войны работал в колхозе.
В июле 1941 года был призван в Красную Армию и отправлен на фронт. 16 ноября 1941 года у разъезда Дубосеково Волоколамского района Московской области в составе группы истребителей танков участвовал в отражении многочисленных атак противника, было уничтожено 18 вражеских танков. Это сражение вошло в историю, как подвиг 28 героев-панфиловцев. Яков Бондаренко в том бою погиб.
Похоронен в братской могиле у деревни Нелидово.
По другим данным, Бондаренко Яков Александрович, стрелок 4-й роты 2-го батальона 1075-го стрелкового полка 316-й стрелковой дивизии, умер от ран 6 декабря 1941 года в московском госпитале и похоронен на Ваганьковском кладбище города Москвы.
Указом Президиума Верховного Совета СССР «О присвоении звания Героя Советского Союза начальствующему и рядовому составу Красной Армии» от 21 июля 1942 года за «образцовое выполнение боевых заданий командования на фронте борьбы с немецкими захватчиками и проявленные при этом отвагу и геройство» удостоен посмертно звания Героя Советского Союза.

## Награды
- Герой Советского Союза (21 июля 1942) — за образцовое выполнение боевых заданий Командования на фронте борьбы с немецкими захватчиками и проявленные при этом отвагу и геройство
- Орден Ленина (21 июля 1942) — за образцовое выполнение боевых заданий Командования на фронте борьбы с немецкими захватчиками и проявленные при этом отвагу и геройство

## Память
- Именем Якова Бондаренко были названы село, улицы в сёлах Холмогоровка и Развильное (современная Алматинская область Казахстана).
- Бюст Героя был установлен в средней школе села Развильное.
- В 1966 году в Москве в честь панфиловцев была названа улица в районе Северное Тушино (улица Героев-панфиловцев), где установлен монумент. В их честь в 1975 году также был сооружен мемориал в Дубосеково.
- В деревне Нелидово (1,5 км от разъезда Дубосеково), установлен памятник и открыт Музей героев-панфиловцев. В городе Алматы, родном для панфиловцев, есть парк имени 28 гвардейцев-панфиловцев, в котором расположен монумент в их честь.
- Упоминание о 28 «самых храбрых сынах» Москвы вошло также в песню Дорогая моя столица, ныне являющуюся гимном Москвы.
- В фильме Двадцать восемь панфиловцев старшину Бондаренко сыграл Дмитрий Гирев.